# 546846 Sunpeiyuan
546846 Sunpeiyuan è un asteroide della fascia principale. Scoperto nel 2011, presenta un'orbita caratterizzata da un semiasse maggiore pari a 2,6314399 au e da un'eccentricità di 0,1365794, inclinata di 10,11984° rispetto all'eclittica.